# アーン・ダンカン
アーン・ダンカン（Arne Duncan, 1964年11月6日 - ）は、アメリカ合衆国の教育者、政治家。2001年から2009年までシカゴ市教育長を務め、2009年からアメリカ合衆国教育長官を務めた。

## 経歴

### 生い立ち

幼少時代のダンカン

アーン・ダンカンはイリノイ州シカゴのハイドパークにおいて生まれ育った。父親のスターキー・ダンカン (Starkey Duncan) はシカゴ大学の心理学教授を務めた。母親のスーザン・モートン (Susan Morton) はシカゴのサウスサイド地域で黒人の若者を対象とした学校プログラム「スー・ダンカン青少年センター」を創設した。
ダンカンは、母親が携わっていた学校プログラムの子供たちと親交を深め、余暇時間の多くを彼らと過ごした。ダンカンはバスケットボールに熱中し、近隣の学生と競り合って技術を磨いた。ダンカンの子供時代の友人には、後の実業家ジョン・ワシントン・ロジャーズ、政治家クワミ・ラウル、俳優マイケル・クラーク・ダンカン、歌手R・ケリー、武道家ミシェル・ゴードンらがいた。このような幼少期の環境により、ダンカンは独特のイントネーションで話すようになった。このイントネーションにより、大学時代のバスケットボール部の監督はダンカンについて、家系に黒人がいたのかもしれないという憶測を抱いた。

### 学生時代

シカゴで少年時代を過ごしたダンカン

ダンカンはシカゴ大学実験学校で初等・中等教育を受けた。ダンカンはそこでバスケットボールに関心を持ち、バスケットボールの指導者やプロスポーツ選手などを将来の夢とした。ダンカンは1987年にハーバード大学を優等で卒業し、社会学の学位を取得した。卒業論文は、シカゴのケンウッド地域に関する調査研究『The values, aspirations and opportunities of the urban underclass（都市の下層階級についての価値、大志、機会）』であった。これは未刊の論文であったが、後に複数の引用を受けた。

#### ハーバード大学でのバスケットボール

バスケットボール仲間と笑うダンカン

ダンカンはハーバード大学においてバスケットボール部に所属した。ダンカンは初年度の1983年、監督フランク・マクローリンの指示により、2軍に追いやられた。だがダンカンは次年度以降、学校代表チームの共同キャプテンとなり、加えて全米の学生選抜チーム代表にも選ばれた。
ダンカンの所属チームは初年度に、デューク大学に僅差で敗れた。ダンカンはこの試合で新人ながら8得点を挙げた。当時のデューク大学には、後のスタンフォード大学監督ジョニー・ドーキンスやハーバード大学監督トミー・アマカーらが所属しており、全米でもトップランクの実力であった。ダンカンは共同キャプテンとなった後の最終年、デューク大学との公式戦で20得点を挙げた。当時のデューク大学には、後の全米バスケットボール協会選手ダニー・フェリーが所属していたが、フェリーは15得点に留まった。

### プロバスケットボール選手として

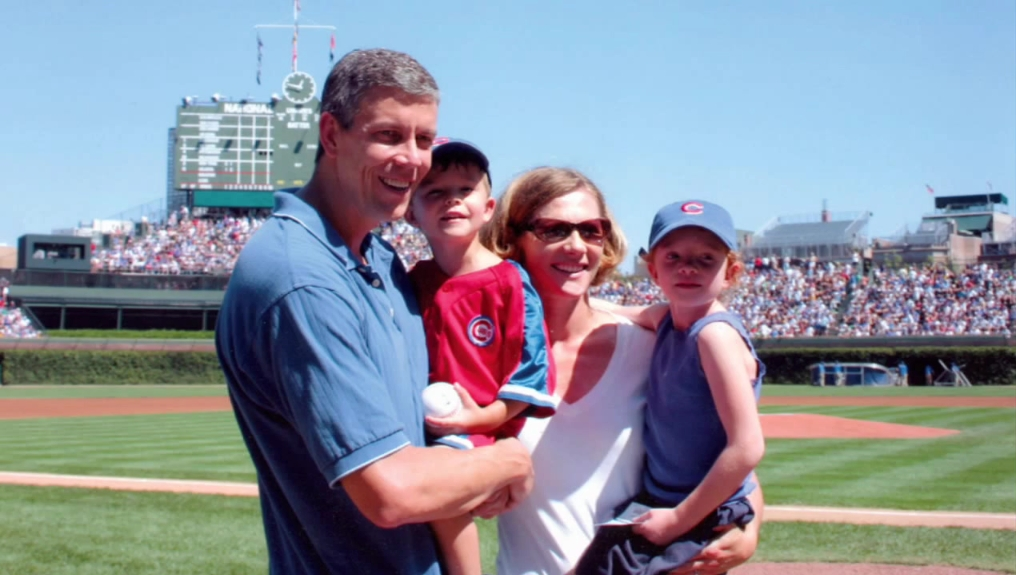
妻のカレンとは、オーストラリア時代に知り合った

1987年、ダンカンは独立リーグ所属のロードアイランド・ガルズに所属した。ダンカンはまた、ニュージャージー・ジャマーズのトライアウトにも参加した。だがダンカンは出場の機会を失い、オーストラリアへ渡った。ダンカンは1987年から1991年まで、オーストラリアにおいてプロバスケットボール選手として活躍した。ダンカンはナショナル・バスケットボール・リーグのイーストサイド・スペクトルズに所属した。またダンカンは兼業として、州が保護する児童の管理業務を行った。ダンカンはタスマニア州在住時に、後の妻カレンと知り合った。

### 教育管理職

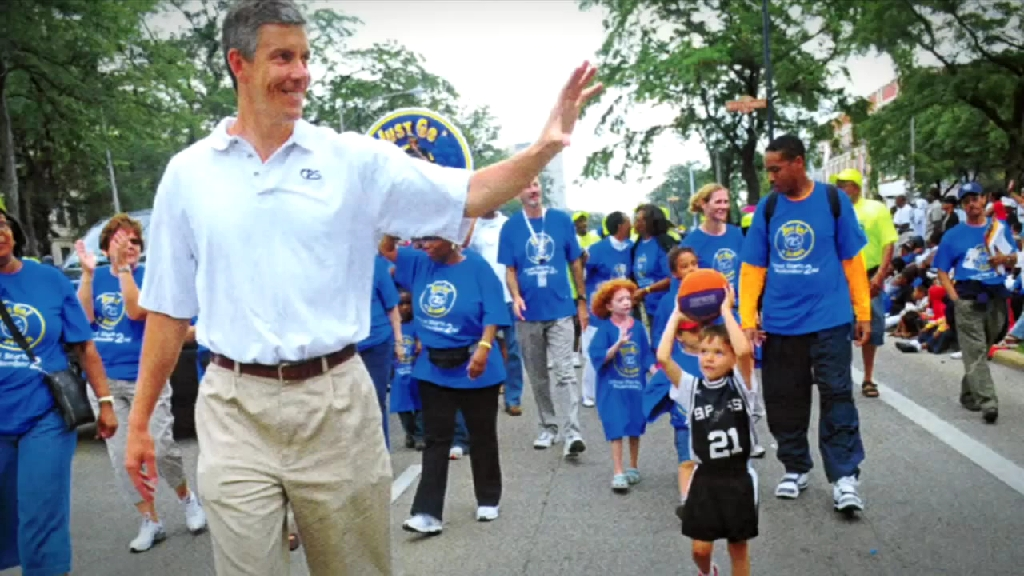
シカゴ市教育長時代のダンカン

ダンカンは教育政策や教育管理について広い経験を持っていたが、教師経験はなかった。1992年、ダンカンはアリエル教育イニシアティヴ理事となった。この機関はシカゴのサウスサイド地域に暮らす児童の教育機会を向上させる目的で創設されたものであり、実業家ジョン・ワシントン・ロジャーズが立ち上げた。1996年以降、ダンカンはロジャーズとともにアリエル・コミュニティ・アカデミーに出資し、金銭的な支援を続けた。1998年にシカゴ公立学校に参加した。ダンカンは1999年にシカゴ市教育長ポール・ヴァラスの次席補佐官となった。
2001年6月26日、シカゴのリチャード・マイケル・デイリー市長はダンカンをシカゴ市教育長に任命した。ダンカンは2009年1月までシカゴ市教育長を務め、同市の教育改革を実施した。ダンカンはジョージ・W・ブッシュ大統領が推し進めた2001年の教育改革法を支持し、市内の小学校の教育水準を向上させるなどの成果を挙げた。
ダンカンは1995年にリーダーシップ・グレーター・シカゴのフェロー、2002年にアスペン研究所ヘンリー・クラウン・フェローシップ・プログラムのメンバーを務め、2003年5月にレイクフォレスト大学から法学の名誉博士号を授与された。

### アメリカ合衆国教育長官

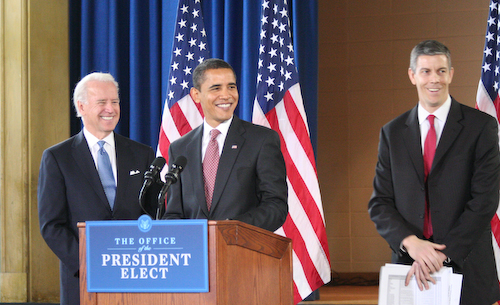
バラク・オバマから次期教育長官として紹介を受けるダンカン

2008年12月16日、次期大統領に当選したバラク・オバマはシカゴで記者会見をし、次期教育長官にダンカンを指名したと発表した。オバマとダンカンは同じハーバード大学出身であり、バスケットボール仲間として親交を持っていた。アメリカ合衆国上院はオバマが新大統領に就任した2009年1月20日にダンカンの教育長官就任に対する承認投票を行い、全会一致でダンカンを信任した。